# Sohlmans musiklexikon
Sohlmans musiklexikon är ett svenskt musiklexikon utgivet i två upplagor, 1948–1952 och 1975–1979. 
Första upplagan är i huvudsak inriktad på västerländsk konstmusik (klassisk musik) och musikteori, medan andra upplagan har ett bredare upplägg. Där finns också artiklar om folkmusik, musik i andra kulturer och om samtidens populärmusik. Namnet kommer från förläggaren Arvid Sohlman, vars bokförlag utgav första upplagan som sammanställdes av Gösta Morin, överbibliotekarie på Musikaliska akademiens bibliotek. 
Rättigheterna såldes sedermera till Gummessons bokförlag som till den andra upplagan anlitade Hans Åstrand som huvudredaktör tillsammans med ett stort antal internationella artikelskrivare.
Vid marknadsföringen av den andra upplagan användes den kände musikprofilen Sten Broman, och han yttrade i annonser: "Jag skulle slå upp en sak om Bach och upptäckte att jag läst ända till Beatles."
Det finländska lexikonet Otavan Iso Musiikkitietosanakirja (1976–1980) baserar sig på Sohlmans musiklexikon (2. upplaga), liksom det norska Cappelens musikkleksikon (1978–1980).